# Usain Bolt
Usain St. Leo Bolt (Sherwood Content, Trelawny, 21 de agosto de 1986) es un ex atleta profesional jamaicano, ampliamente considerado como el mejor velocista de la historia. Ostenta once títulos mundiales y ocho olímpicos como velocista, además posee los récords mundiales de los 100 y 200 m lisos, y la carrera de relevos 4×100 con el equipo jamaicano. Es uno de los siete atletas que en la historia han ganado títulos en las categorías juvenil, júnior y absoluta. Se le conoce como "Lightning Bolt" (en inglés, "Relámpago").
En el Campeonato Mundial Júnior de 2002, obtuvo una medalla de oro en los 200 m lisos que le convirtió en el campeón más joven de la historia del evento hasta ese momento. En 2004, en los Juegos Carifta, fue el primer velocista en la categoría júnior en correr por debajo de los 20 segundos en los 200 m, con marca de 19,93 s, bajando el anterior récord de la categoría, en poder de Roy Martin, por dos décimas de segundo. Su carrera profesional se inició en 2004, y aunque compitió en los Juegos Olímpicos de ese año, se perdería las siguientes dos temporadas por lesiones. En 2007 superó el récord jamaicano de los 200 m de Don Quarrie con un tiempo de 19,75 s.
El año 2008 consiguió su primer  récord mundial en los 100 m lisos con 9,72 s, y culminó el año con otras marcas absolutas en esa misma prueba en los 200 m y en la carrera de relevos 4×100 con el equipo de Jamaica, con registros de 9,69 s; 19,30 s; y 37,10 s respectivamente, durante los Juegos Olímpicos de Pekín. Tales hazañas le consagraron como el primer atleta en ganar tres pruebas olímpicas desde Carl Lewis en 1984. En 2009 superó sus propios récords absolutos de 100 y 200 m lisos con registros de 9,58 y 19,19, respectivamente, durante el campeonato mundial de Berlín, lo que le consagró como el primer atleta en ostentar los títulos mundiales de los 100 y 200 m lisos tanto en el campeonato mundial como en Juegos Olímpicos. El tiempo con el que rebajó la marca mundial de los 100 m en 2009 es el de mayor margen desde que fue implantada la medición digital.
En los Juegos Olímpicos de Londres 2012, el 11 de agosto, estableció un nuevo récord mundial en el relevo 4×100 metros con registro de 36,84 s. Además superó el récord olímpico en los 100 metros lisos tras ganar la final con un tiempo de 9,63, por lo que estableció la mejor marca de la historia, y su triunfo en los 100 metros le convirtió en el primer atleta en ganar la medalla de oro olímpica en dos juegos consecutivos en ambas pruebas.
En los campeonatos del mundo de 2013 y 2015, conquistó tres medallas de oro en cada una, las que, sumadas a las cinco conquistadas en 2009 y 2011, le consagró como el mayor ganador en la historia del evento con once medallas de oro. Otro hito en su carrera lo estableció en los Juegos Olímpicos de Río de Janeiro 2016 al agenciarse por tercera ocasión tres medallas de oro, pero dicho logro fue malogrado por la retirada de la medalla dorada en la prueba de relevos 4 × 100 m en 2008 al comprobarse que uno de los integrantes del equipo había resultado positivo en una prueba de antidopaje.
Después de su retirada como atleta intentó forjarse una carrera en el mundo del fútbol. En agosto de 2018 estuvo a prueba en el equipo reserva de los Central Coast Mariners de la liga australiana, pero no llegó a un acuerdo sobre el contrato y seis meses después anunció su retirada.
1
Sus proezas en las pruebas de velocidad le han valido ser conocido como Lightning Bolt, y los reconocimientos de «Atleta del Año» por parte de la IAAF, y la revista Track and Field, así como el premio Laureus.

## Primeros años
Usain Bolt nació en Sherwood Content, una pequeña localidad de la parroquia de Trelawny (Jamaica) donde creció junto a sus padres, Wellesley y Jennifer Bolt, y sus hermanos Sadeeki, y Sherine. Sus progenitores administraban una tienda ubicada en la zona rural en la que Bolt pasaba el tiempo jugando críquet y fútbol junto a su hermano. De hecho, él recordaría esos años con estas palabras:

«Cuando era joven, no pensaba en otra cosa que no fuera el deporte».

De niño asistía a la escuela Waldensia, y fue allí donde comenzó a exhibir sus habilidades en las carreras de velocidad, ya que corría en el evento anual escolar en el nivel primario de la parroquia de Trelawny. De hecho, a los doce años se convirtió en el corredor más rápido de su escuela en los 100 m lisos.
Cuando ingresó a la escuela secundaria William Knibb, continuó concentrado en los deportes. Su velocidad en el terreno de juego ya era advertida por su entrenador de críquet, quien le recomendó practicar el atletismo. Fue el exatleta olímpico en pruebas de velocidad Pablo McNeil, —con la colaboración de Dwayne Barrett— quien comenzó a entrenarle para que desarrollara sus aptitudes atléticas. Esa institución educativa había tenido éxitos en el atletismo con anteriores estudiantes, entre ellos el velocista Michael Green. El año 2001, Bolt ganó su primera presea en el evento colegial de secundaria con una medalla de plata en los 200 m con un registro de 22,04 s. Tras este logro McNeil se convirtió en su entrenador principal y sostendría una buena relación de amistad con el muchacho, aunque en ocasiones se frustraba por su falta de dedicación y la inclinación a gastar bromas.

### Primeras competiciones
En ese mismo año la joven promesa empezó a participar en eventos internacionales. En los Juegos Carifta formó parte del equipo jamaicano y consiguió una marca personal de 48,28 s en los 400 metros lisos, adjudicándose una medalla de plata. En los 200 m también se adjudicó otra medalla de plata con un tiempo de 21,81 s. Además, tuvo su primera experiencia en un evento mundial durante el Campeonato Mundial Juvenil en Debrecen (Hungría) y aunque en los 200 m lisos no pudo clasificar a la final, implantó una nueva marca personal de 21,73 s.
Sin embargo, pese al roce internacional el joven todavía no tomaba en serio el atletismo. Muestra de ello era su comportamiento infantil cuando en cierta ocasión se escondió en la parte trasera de una furgoneta, precisamente el día que participaría en la final de los 200 m de las pruebas clasificatorias para los Juegos Carifta. La broma le costó cara, ya que fue apresado por la policía mientras que su entrenador sufrió el reproche del público. Sin embargo, el incidente no pasó a más, y ambos viajaron a los Juegos Carifta donde impuso récords de campeonato en los 200 y 400 m con registros de 21,12 s y 47,33 s, respectivamente. Posteriormente, registró otros récords de 20,61 s y 47,12 s en ambas pruebas en las finales centroamericanas y del Caribe en categoría júnior.
Ya en ese tiempo el primer ministro Percival James Patterson reconocía el talento del joven, por lo que dispuso que se estableciera en Kingston junto a Jermaine Gonzales, para que entrenase en la Asociación de Atletismo Amateur de Jamaica (JAAA por sus siglas en inglés) en las instalaciones de la Universidad Tecnológica.

### Salto a la fama
El campeonato mundial júnior de 2002, que se desarrolló en Kingston (Jamaica), le dio la oportunidad a Usain Bolt de mostrar sus atributos ante la mirada internacional. Tenía 15 años y una altura aproximada de 1,94 m, por lo que sobresalía entre sus mismos compañeros de equipo. En dicho certamen ganó la prueba de los 200 m con un tiempo de 20,61 s; 3 centésimas más lento que su marca personal de 20,58 s que había impuesto en la primera ronda; pero la victoria lo consagró como el más joven en alcanzar una medalla de oro en categoría júnior en la historia hasta ese momento.
Pese a que la experiencia le provocaba nerviosismo (hasta el punto de calzarse las zapatillas en los pies equivocados), al fin y al cabo le resultó de provecho, ya que él mismo se propuso que la ansiedad no le afectaría nunca más antes de una carrera. Además, como miembro del equipo de relevos de Jamaica, se agenció dos medallas de plata y logró dos récords en categoría júnior en las pruebas de los 4 × 100 m y 4 × 400 m con registros de 39,15 s y 3:04,06, respectivamente.
Las medallas continuaron acumulándose, ya que ganaría cuatro medallas doradas en los Juegos Carifta de 2003, y se adjudicaría el trofeo «Austin Sealy» por ser el atleta más destacado de los juegos.
 También se agenció otra medalla de oro en el Campeonato Mundial Juvenil de Atletismo de 2003, y estableció un nuevo récord del torneo en los 200 m con un tiempo de 20,40 s, a pesar de un viento en contra de 1,1 m/s. Michael Johnson, plusmarquista mundial de los 200 m lisos, se percató de su potencial, pero creía que el joven podría estar bajo presión, aunque aseveró que todo dependería de lo que hiciese en los próximos cinco años. Estos logros habían impresionado a las altas autoridades del atletismo, por lo que recibió el premio al mejor atleta juvenil del año 2002.
Posteriormente, Bolt puso todo su interés en los 200 m.  En esta prueba llegó a igualar la marca júnior de Roy Martin con un tiempo de 20,13 s en el Campeonato Panamericano Júnior. Ese resultado atrajo la atención de la prensa deportiva, y debido a su desempeño en los 200 y 400 m, se le nominó como el posible sucesor de Michael Johnson. De hecho, a los dieciséis años había alcanzado marcas que Johnson no había registrado hasta los veinte años, y su marca en los 200 m era superior a la de Maurice Greene en esa misma temporada.
En su último campeonato jamaicano de secundaria de 2003, batió los registros personales de los 200 y 400 m con tiempos de 20,25 s y 45,30 s, respectivamente. En dichas carreras había establecido mejores marcas que las anteriores, que superaban los 200 m por medio segundo y los 400 m por casi un segundo.
Mientras tanto, el joven crecía en popularidad en su país, y el mismo Howard Hamilton, procurador general de Jamaica, pidió a la JAAA que fortaleciera su salud y evitara fatigarse. Además le nombró como «el mejor velocista que la isla haya engendrado». Empero, la fama y las atracciones de la ciudad capital Kingston empezaron a convertirse en un contratiempo para el bisoño deportista. Bolt llegó a despreocuparse de su carrera y prefería alimentarse de comida rápida, jugar baloncesto, e irse de juerga en los clubes nocturnos de la ciudad; y por la ausencia de una rutina ordenada empezó a confiarse de su talento natural para derrotar a sus competidores.
Como el campeón de los 200 m, tanto en el campeonato mundial juvenil como el júnior, estaba seguro de ganar la prueba en el campeonato mundial de 2003 que tuvo lugar en París. De hecho, había derrotado a todos sus competidores en las pruebas de clasificación, pero era realista en sus probabilidades y razonaba que, aunque no llegara a la final, consideraría una marca personal como buena. Sin embargo, sufrió un contratiempo al enfermarse de conjuntivitis antes del evento, por lo que su calendario de entrenamiento se vio totalmente alterado. Al darse cuenta de que no llegaría en plena condición física, la JAAA le impidió participar en el campeonato, basándose en que era demasiado joven e inexperto. Bolt se desmoralizó por haber perdido la oportunidad de participar en el evento, pero se esmeró en mejorar su condición física para ganar una plaza en el equipo olímpico. A pesar de todo, fue reconocido nuevamente como el mejor atleta juvenil de 2003.

## Carrera profesional

### Inicios (2004 – 2007)

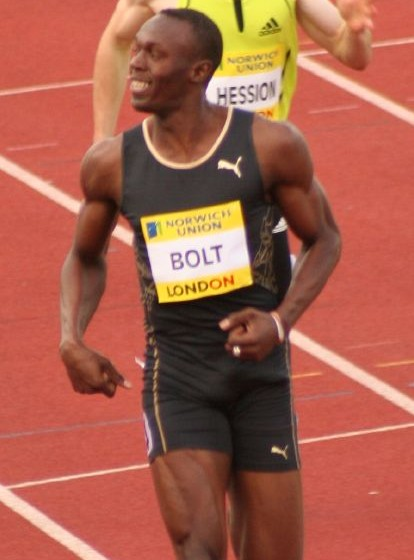
Usain Bolt en el Crystal Palace el año 2007.

Bajo la dirección de su nuevo entrenador Fitz Coleman, Bolt se inició en el profesionalismo el año 2004, y su primera competición fue en los Juegos Carifta de Bermudas. Allí se consagró como el primer velocista en categoría júnior en correr los 200 m por debajo de los veinte segundos, por lo que conquistó un nuevo récord con un registro de 19,93 s. Además, fue galardonado nuevamente con el trofeo «Austen Sealy» como el mejor atleta del evento. Una lesión en el tendón de la corva casi impidió su asistencia al Campeonato Mundial Júnior de ese año, pero fue seleccionado para el equipo olímpico de Jamaica. Asistió a los Juegos Olímpicos de Atenas lleno de confianza y con un nuevo récord en su haber. Sin embargo, una lesión en la pierna le impidió correr a plenitud y terminó eliminado en la primera ronda de los 200 m con un registro opaco de 21,05 s. Los duros entrenamientos de esos años parecían afectarle, lo que se sumaba al padecimiento de escoliosis y una pierna derecha más corta.
Pese a todo, instituciones colegiales de los Estados Unidos le ofrecían becas para atletas sobre la base de su notable desempeño, pero el jovencito de la parroquia de Trelawny las rechazó todas, alegando que se encontraba satisfecho de permanecer en Jamaica. Por el contrario, escogió los alrededores de la Universidad Tecnológica como su campo de entrenamiento, a pesar del anticuado gimnasio y la gastada pista de atletismo que había utilizado desde sus años de amateur.
El año 2005, Bolt comenzó a trabajar con su nuevo entrenador Glen Mills, a lo que sumaría un cambio de actitud con respecto al atletismo. Mills sabía del potencial del atleta y se propuso modificar cualquier tipo de comportamiento alejado de su profesión; además le llevó a consulta con el médico alemán Muller-Wolhlfahrt para el tratamiento de la escoliosis, y desde entonces comenzó a superar el trastorno. La preparación arrancó para la siguiente temporada, en la que tendría como compañeros a experimentados velocistas como Kim Collins y Dwain Chambers. Ya para el mes de julio superaría por un tercio de segundo la marca de los 200 m en el campeonato centroamericano y del Caribe con un tiempo de 20,03 s, y posteriormente estableció su mejor registro personal del año en la misma prueba en la ciudad de Londres  (Inglaterra) en el Crystal Palace, al parar el cronómetro en 19,99 s.
No obstante, el infortunio apareció una vez más en el Campeonato Mundial de Atletismo de 2005. Previo al evento, Bolt sabía que su trabajo personal y deportivo había mejorado desde los Juegos Olímpicos de 2004, y consideraba que en el campeonato mundial llenaría las expectativas del público; él mismo aseveraba que quería superar lo ocurrido en Atenas. De hecho, clasificó a la final de los 200 m con registros menores a los 21 segundos, pero sufrió una lesión durante la carrera y acabó en el último lugar con un tiempo de 26,27 s.
En suma, las lesiones le impidieron completar la temporada, por lo que el joven no tuvo la oportunidad de demostrar su talento en los eventos profesionales. Para colmo de males, se vio involucrado en un accidente de tránsito en el mes de noviembre, y aunque apenas sufrió rasguños en su cara, su calendario de entrenamiento debió modificarse.
Su mánager Norman Peart cambió el entrenamiento regular del joven atleta por uno menos intenso. Bolt recuperó poco a poco su nivel y llegó a ser incluido entre los mejores cinco atletas del mundo en los años 2005 y 2006. Además, Peart y Mills se plantearon entrenarle en distancias más largas, por lo que proyectaron que los 400 m pasara a ser su evento primordial entre los años 2007 y 2008. Por el contrario, Bolt no estaba del todo entusiasmado, y dejó en claro que se sentía más cómodo en menores distancias.
En marzo de 2006, otra lesión en el tendón de la corva le impidió competir en los Juegos de la Mancomunidad de Melbourne, y no pudo correr hasta el mes de mayo. Una vez recuperado, fue sometido a nuevos ejercicios de entrenamiento para mejorar su flexibilidad, y los planes para los 400 m quedaron suspendidos.
Cuando regresó, los 200 m permanecieron como su evento primario; y para demostrarlo superó a Justin Gatlin en Ostrava (República Checa) con un nuevo récord de la competición. Bolt aspiraba correr por debajo de los veinte segundos y obtener una nueva marca personal, pero estaba satisfecho con la victoria considerando que el clima le había impedido un buen desempeño. Pese a todo, registró una marca por debajo de los veinte segundos en el Gran Premio de Lausana (Suiza) con un tiempo de 19,88 s, récord personal que le había otorgado la medalla de bronce por detrás de Xavier Carter y Tyson Gay.
En 2006 se propuso nuevas metas, así como ganar más experiencia. Para ese tiempo se consideraba capaz de correr distancias largas, por lo que trataría de competir en los 200 y 400 m en los próximos dos años. Su primera medalla en competiciones profesionales llegó en el IAAF World Athletics Final de Stuggart (Alemania) con un tiempo de 20,10 s que le valió el tercer puesto. Para la Copa Mundial de Atletismo de Atenas (Grecia) se agenció su primera medalla de plata. El estadounidense Wallace Spearmon ganó la medalla de oro con un récord del campeonato de 19,87 s, por delante del tiempo del jamaicano que era de 19,96 s.

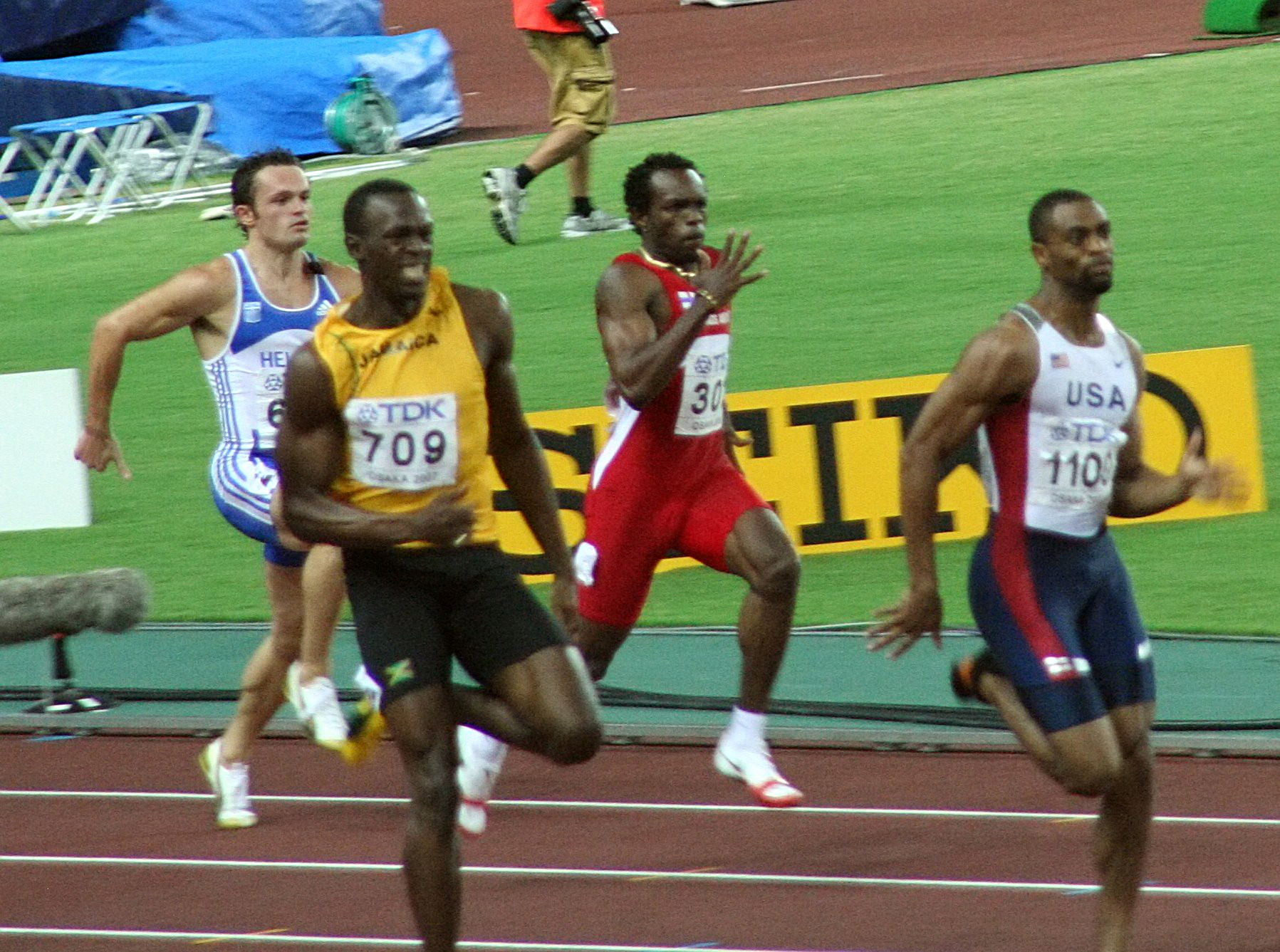
Bolt en la carrera de los 200 m en el campeonato mundial de 2007.

Más reconocimientos en los 200 m llegarían en eventos regionales e internacionales en 2007. Sin embargo, deseaba competir en los 100 m, pero su entrenador Mills trataba de convencerlo de que podría hacerlo, una vez que superara el récord nacional de los 200 m. De hecho, en el campeonato jamaicano estableció la nueva marca nacional de 19,75 s, que rebajó en 0,11 centésimas el tiempo que había ostentado Don Quarrie por 36 años.

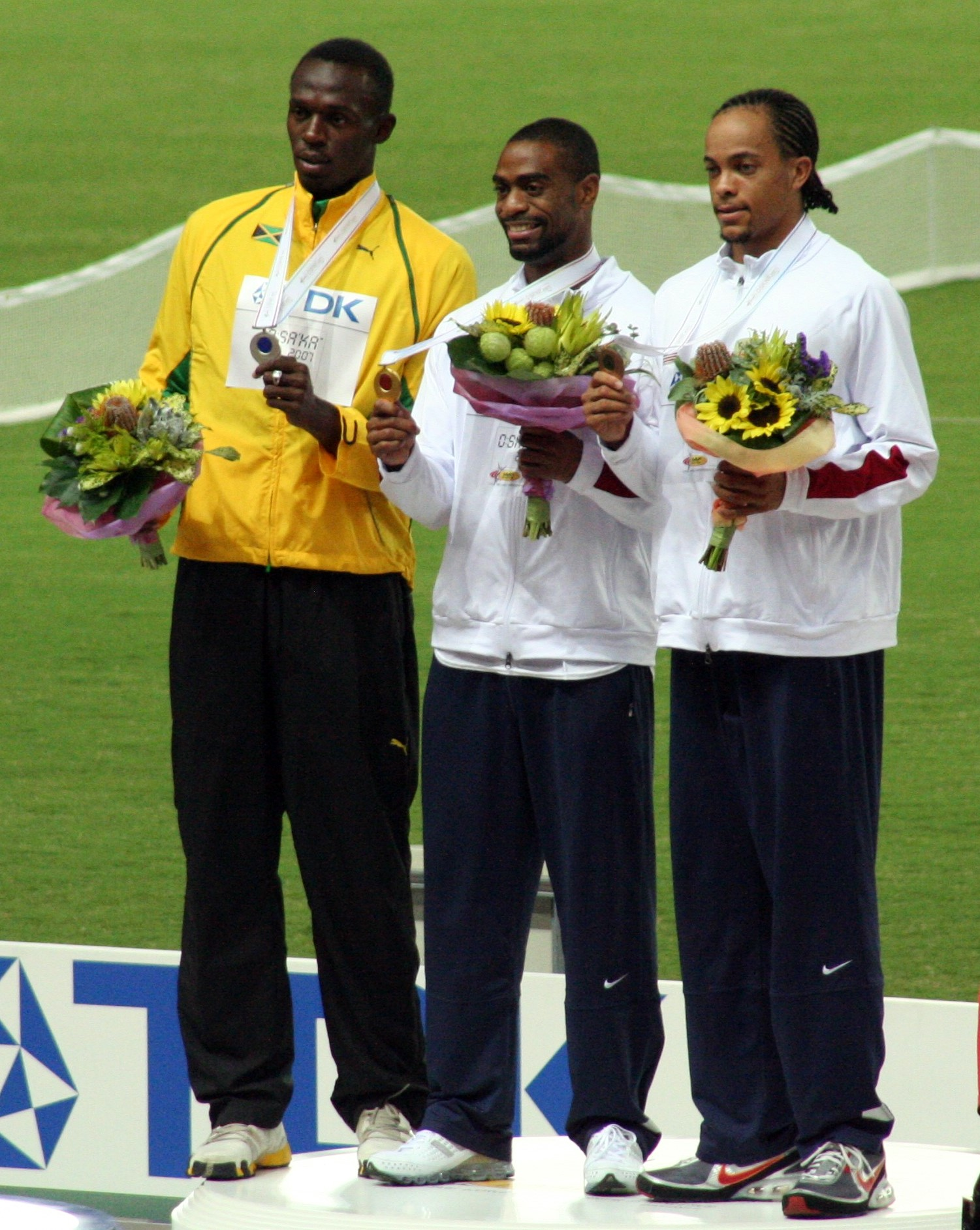
En el podio de la carrera de los 200 m junto a Tyson Gay (centro con medalla de oro) y Wallace Spearmon (a la derecha con medalla de bronce).

Al fin, Mills cedió ante el interés de Bolt de correr los 100 m, por lo que participó en dicha prueba en Retino (Grecia). El resultado fue exitoso, ya que impuso un récord personal de 10,03 s, se agenció la medalla de oro, y lo más importante, acabó muy entusiasmado.
Otro buen resultado llegaría en el Campeonato Mundial de Atletismo de 2007 en Osaka (Japón) al adjudicarse la medalla de plata en los 200 m con registro de 19,91 s con un viento en contra de 0,8 m/s. Dicha marca quedó opacada por el tiempo de Tyson Gay de 19,76 s, nuevo récord del evento.
En la carrera de relevos 4×100, Bolt junto a Asafa Powell, Marvin Anderson y Nesta Carter, lograron un nuevo récord nacional de 37,89 s, por detrás de los estadounidenses que tuvieron un registro de 37,78 s. Aunque no ganó ninguna medalla de oro, Mills consideraba que su técnica había mejorado, especialmente en el balance del cuerpo en la curva de los 200 m, y además había incrementado la frecuencia de la zancada lo que le daba más potencia en la pista.

### Plusmarquista mundial
Las medallas logradas en Osaka motivaron a Bolt, y desde entonces tomó más en serio su carrera profesional. A partir de entonces concentró sus esfuerzos la prueba de los 100 m, por lo que se apuntó para un evento en Kingston, el 3 de mayo de 2008. Ese día su registro fue de 9,76 s, con el viento a su favor a una velocidad de 1,8 m/s que mejoró notablemente su marca personal de 10,03 s. Ese registro era el segundo mejor tiempo en la historia de la prueba; únicamente por detrás de la obtenida por Asafa Powell de 9,74 s en Rieti (Italia). Tyson Gay se congratuló por el resultado, y elogió a Bolt por su estado físico y técnica. Por su parte, Michael Johnson, quien observaba la carrera, aseveró que se encontraba entusiasmado por el progreso del joven velocista en los 100 m. El mismo Bolt estaba sorprendido, aunque el entrenador Glen Mills estaba confiado en que lo mejor estaba por venir.
El augurio de Mills se hizo realidad antes que terminara el mes, cuando Bolt logró la nueva marca mundial de los 100 m el 31 de mayo de 2008. Con el viento a favor de 1,7 m/s, paró el cronómetro en 9,72 s en el Reebook Grand Prix que se desarrollaba en el Icahn Stadium de la ciudad de Nueva York, por lo que superó la marca absoluta de Powell. Además, la hazaña tenía más realce por ser apenas su quinta carrera a nivel profesional.
Pese al logro, en junio de 2008 Bolt respondió a las críticas que le tildaban de holgazán, aseverando que eran injustificadas y que entrenaba muy fuerte para mejorar su potencial. Sin embargo, dejó entrever que dichos comentarios se debían a su falta de entusiasmo en la prueba de los 400 m. Por el contrario, en los 200 m Bolt también demostró que podía obtener victorias en diversos escenarios: primero fue en Ostrava con un récord de la temporada, y después en Atenas cuando estableció el récord nacional por segunda ocasión con registro de 19,67 s. Aunque Mills prefería que Bolt corriese en distancias más largas, su asentimiento al deseo de su pupilo de correr en los 100 m resultó provechoso para ambos. Teniendo como objetivo los Juegos Olímpicos de ese año, Bolt estaba más concentrado en su preparación y cumplía adecuadamente el calendario de entrenamiento para incrementar su velocidad y fuerza en las pruebas de 100 y 200 m. Su confianza crecía y estaba seguro de que se desempeñaría de manera óptima.

### Juegos Olímpicos de Pekín 2008

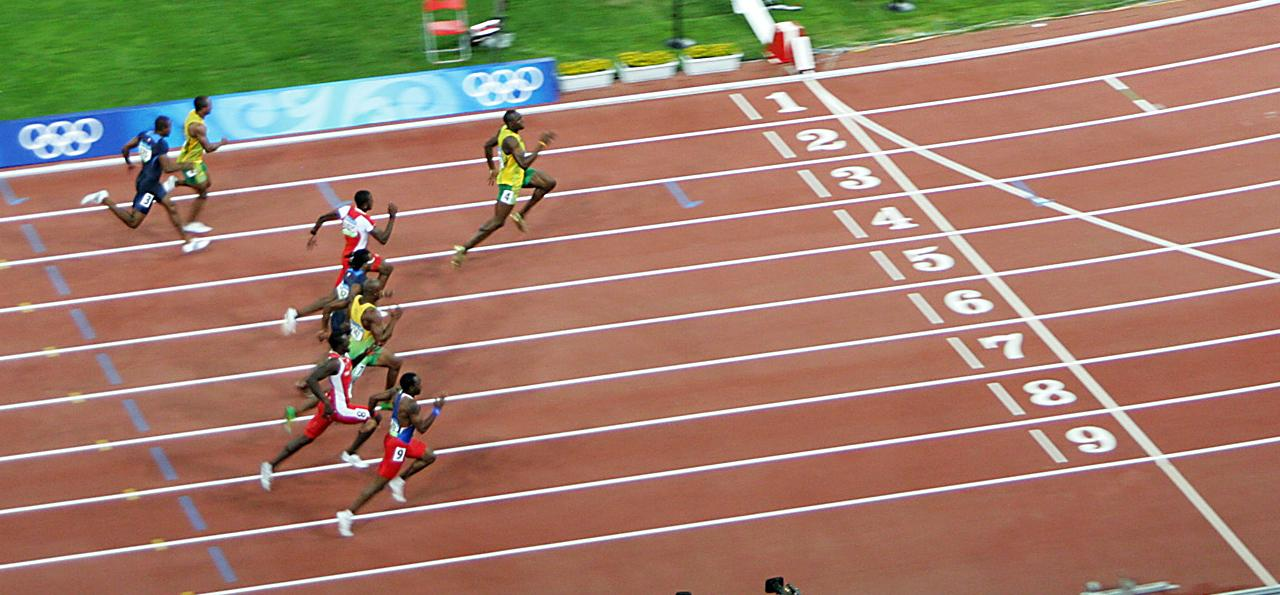
La ventaja de Bolt sobre sus rivales era considerable en la final de los 100 m.

Previo a los Juegos Olímpicos, Bolt había anunciado que participaría en las pruebas de 100 y 200 m, de las cuales él era el favorito. El mismo Michael Johnson le respaldaba, y no creía que su falta de experiencia jugara en su contra. Bolt clasificó a la final de los 100 m con marcas de 9,92 s y 9,85 s en la ronda previa y semifinales, respectivamente.
Ya en la final de los 100 m, se agenció una extraordinaria marca de 9,69 s con un tiempo de reacción de 0,165 s. Había batido su propio récord, y además se había colocado muy por delante del segundo puesto de Richard Thompson quien acabó con registro de 9,89 s. No era tan sólo una marca sin viento favorable (+0,0 m/s), sino que también sorprendía que había bajado la velocidad en plena carrera para celebrar la victoria antes de llegar a la meta, y con una zapatilla desamarrada. Su entrenador concluyó que, basándose en la velocidad de los primeros 60 m, podría haber finalizado con un tiempo de 9,52 s. De hecho, tras un análisis científico de la carrera por parte de la Universidad de Oslo, los investigadores concluyeron que bien pudo haber rebajado el tiempo a 9,60 s, ya que al considerar factores como su posición, aceleración y velocidad con respecto al segundo lugar, la marca podría haber rondado los 9,55±0,04 s, si no hubiese desacelerado.
A pesar del logro, aseveró que no era su objetivo establecer una marca mundial, sino ganar una medalla dorada, la primera de Jamaica en los Juegos. Por otra parte, había mostrado su entusiasmo por la victoria con golpes en el pecho aún antes de llegar a la meta, conducta que algunos interpretaban como chulería. Así opinaba el medallista Kriss Akabussi quien además hizo notar que tales acciones le impidieron un tiempo más rápido. También el presidente del COI, Jacques Rogge, reprochó el comportamiento del joven y lo tildó de irrespetuoso. Bolt negó las reprobaciones, ya que no era el propósito de la celebración ofender a alguien, sino que, muy por el contrario, cuando notó que no había nadie a su lado, «simplemente estaba feliz». Lamine Diack, presidente de IAAF, le mostró su apoyo y razonó que la celebración era apropiada dadas las circunstancias de la victoria. El ministro de turismo de Jamaica, Edmund Bartlett, también le defendió con estas palabras: «Debemos tomar en cuenta lo memorable del hecho y permitir que los jóvenes se expresen como lo deseen».

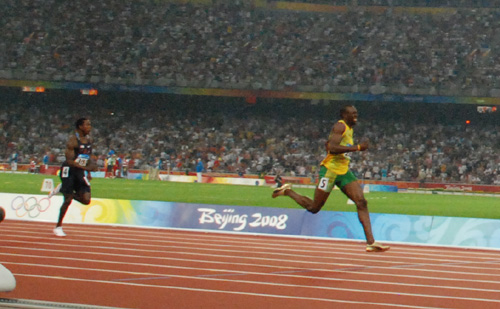
Usain Bolt en la final de los 200 m.

La próxima meta de Bolt era conquistar la medalla de oro en los 200 m, por lo que trataba de emular a Carl Lewis y su doble triunfo de Los Ángeles 1984 en ambas pruebas de velocidad. Michael Johnson, dueño de la marca mundial de la prueba, opinaba que le sería fácil conseguirla, aunque su propio récord absoluto implantado en Atlanta 1996 permanecería intacto.
Usain superó sin contratiempos las primeras dos rondas del evento, y muestra de ello era que trotaba hacia la meta en ambas oportunidades. Tras imponerse en la semifinal, era el favorito para ganar la medalla de oro. Don Quarrie también le elogiaba, y estaba confiado que la marca de Johnson sería superada. El siguiente día se llevó a cabo la final, en la que impuso un nuevo récord mundial y olímpico de 19,30 s. La marca de Johnson cayó a pesar de que tenía un viento en contra de 0,9 m/s, y la hazaña le consagró como el primer velocista desde Quarrie en ostentar las marcas mundiales de 100 y 200 m al mismo tiempo, y el primero desde la aparición del cronometraje electrónico. Además, se convirtió en el primer velocista en superar ambos récords en tan sola una edición de los Juegos Olímpicos.
A diferencia de la final de los 100 m, Bolt se enrumbó hacia la línea de meta sin gesticulaciones de ningún tipo, e incluso inclinó el pecho para mejorar el tiempo. Terminada la carrera, la canción de cumpleaños empezó a escucharse en el estadio, ya que a partir de la media noche celebraría su aniversario veintidós.
Dos días después, corrió como el tercer relevo de los 4×100 m en el equipo de Jamaica, y ganó su tercera medalla de oro. Junto a sus compañeros Nesta Carter, Michael Frater, y Asafa Powell, establecieron otra marca mundial y olímpica de 37,10 s, superando por 3/10 de segundo el anterior récord. Powell, quien era el último relevo, lamentó la pérdida de su marca mundial de los 100 m, pero no mostró ningún resentimiento a su compatriota, ya que remarcó que estaba contento de haber ayudado a que consiguiera su tercera marca absoluta. Después de su exitosa participación, donó US$50.000 dólares a los niños de la provincia de Sichuan (China) que habían sido víctimas del terremoto de 2008.
Los récords fueron elogiados por los comentaristas deportivos, quienes además empezaron a especular acerca de su verdadero potencial que le consagraría como uno de los mejores velocistas de la historia. También recalcaron que su éxito en los Juegos Olímpicos era un nuevo ciclo para el deporte que había sufrido varios escándalos relacionados al uso de drogas en los que estaban involucrados atletas muy reconocidos.
Precisamente, seis años antes había ocurrido el «escándalo BALCO», en el que Tim Montgomery y Justin Gatlin habían sido despojados de sus marcas mundiales de 100 m, así como Marion Jones que debió devolver sus tres medallas de oro olímpicas. Todos ellos fueron descalificados para la práctica del atletismo. No obstante, el brillante desempeño de Bolt levantó suspicacias entre algunos periodistas, entre ellos Víctor Conte; pues la falta de una agencia antidopaje independiente en la zona del Caribe hacían surgir dudas.
Tales acusaciones fueron totalmente rechazadas por Glen Mills y Herb Elliot, médico del equipo de Jamaica. Elliot, miembro de la comisión antidopaje de la IAAF, respondió a los críticos: «vengan a verificar nuestros programas, verifiquen nuestros exámenes, no tenemos nada que esconder». También Mills se había mostrado protector de la integridad de su pupilo, para el caso, en el periódico Jamaica Gleaner brindó estas palabras: «hacemos exámenes periódicamente, cualquier día, en cualquier parte de su cuerpo...a él mismo no le gusta tomar vitaminas».

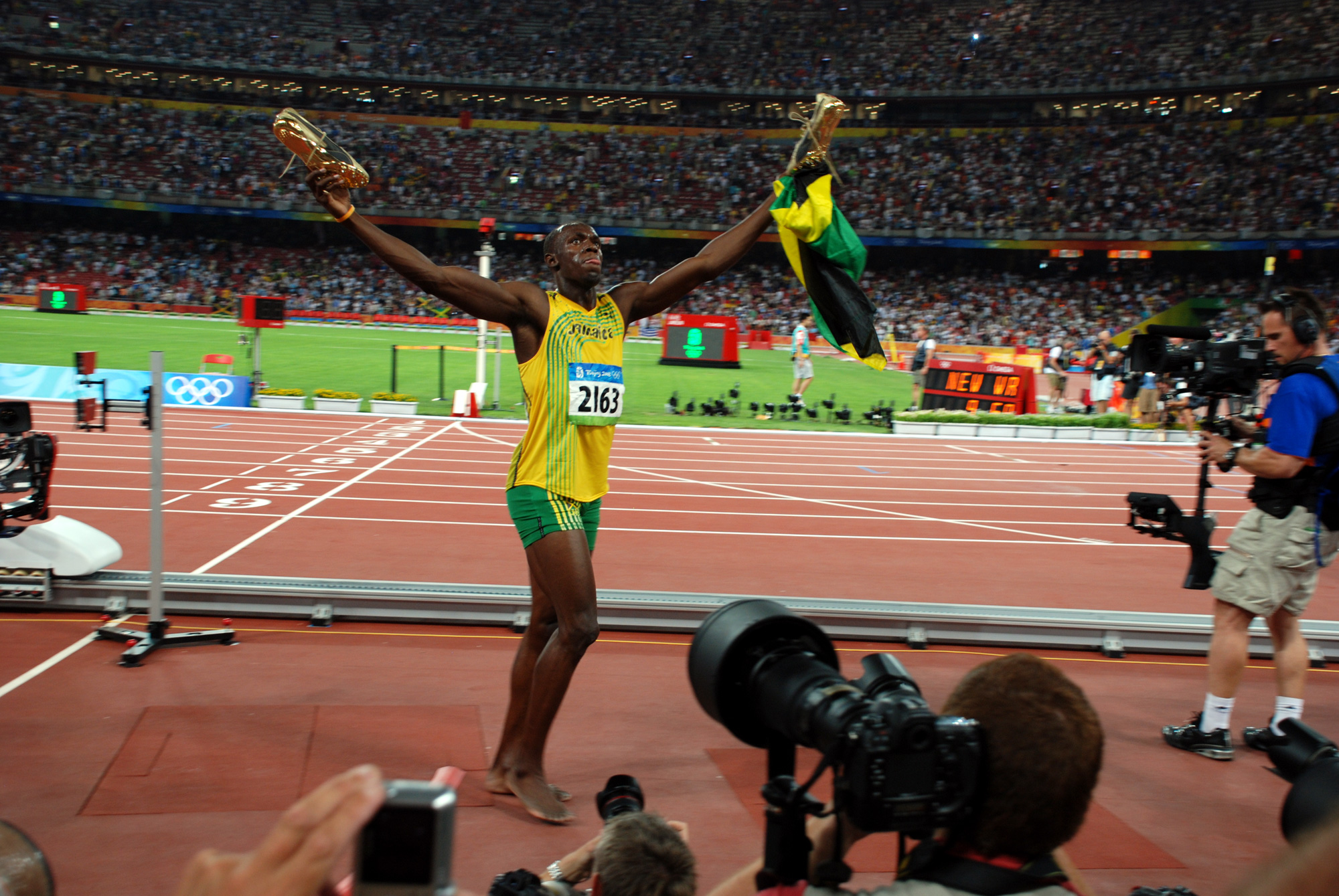
Celebración tras la victoria en los 100 m.

El mismo Bolt declaró que había sido examinado cuatro veces antes de los Juegos, y que todos los resultados habían sido negativos con respecto al uso de cualquier sustancia prohibida. Además, invitó a cualquier autoridad para que lo examinase, y dejó en claro: «trabajamos muy duro y lo hacemos bien, sabemos que estamos libres de culpa».

### Después de los Juegos Olímpicos
Terminada la temporada de 2008,  compitió en la IAAF Golden League que inició en Zúrich (Suiza). A pesar de tener el arranque más lento entre los competidores de la prueba de 100 m, logró cruzar la meta en 9,83 s; además, el tiempo estaba lejos de su récord mundial y el de la mejor marca de Asafa Powell. Aun así se ubicó entre los quince mejores de la prueba en la historia hasta ese momento. Bolt admitió que no se encontraba a plenitud, ya que había tenido gripe, pero se había esmerado en ganar la carrera y acabar la temporada con buena salud. Sin embargo, en el Súper Grand Prix de Lausana logró su segunda mejor marca en los 200 m con 19,63 s; por lo que igualó a Xavier Carter.
La final de la Golden League de los 100 m que debía desarrollarse en Bruselas y en la que se encontraba Asafa Powell era la que atraía la atención del público. Powell se había acercado al récord de Bolt tras parar el cronómetro en 9,72 s en Lausana, por lo que se reafirmaba como su principal competidor. Era la primera vez que ambos competían desde los Juegos Olímpicos; y la carrera arrojó nuevos récords del evento: Bolt llegó en primer lugar con un registro de 9,77 s, mientras Powell se ubicó en el segundo puesto a 0,06 s de su compañero. Con todo, la victoria no fue fácil, ya que había realizado el arranque más lento de los nueve competidores y debió recuperar terreno en medio de un clima frío y con el viento en contra a 0,9 m/s. Los resultados confirmaron el dominio de los jamaicanos en los 100 m, ya que hasta ese momento nueve de las mejores marcas de la prueba habían sido conseguidas por Bolt o Powell.
Cuando retornó a su país fue ovacionado por el público y recibió la Orden al Servicio Distinguido por parte del Gobierno de Jamaica como reconocimiento a sus logros en los Juegos Olímpicos. Además, fue reconocido como el «Atleta del año» en la rama masculina por la IAAF, y recibió un premio especial por sus proezas en los Juegos Olímpicos.
Por otro lado, dirigió su atención a los eventos por venir y dejó entrever que podría sobrepasar la marca mundial de los 400 m en 2010, ya que no habría eventos de escala mundial ese año.

### El campeonato mundial de 2009

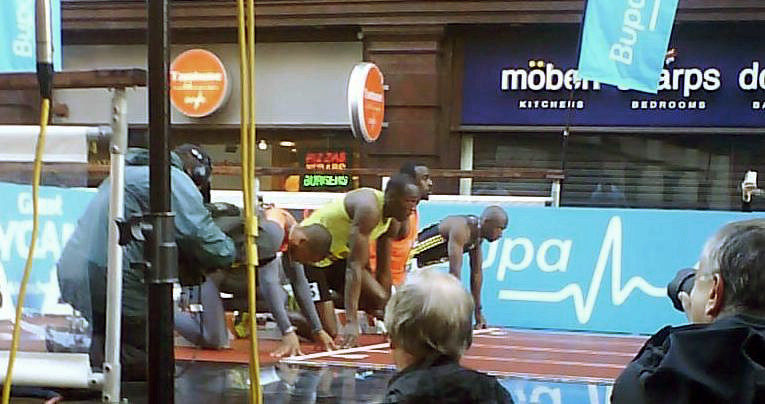
Usain Bolt en la carrera urbana de 150 m de la ciudad de Mánchester, Inglaterra.

El año 2009, inició compitiendo en los 400 m con el objetivo de mejorar su velocidad. Ganó dos carreras: una de ellas en Kingston en la que registró una marca de 45,54 s. Para el mes de marzo, una velocidad de viento favorable le dio su primer tiempo por debajo de los diez segundos en los 100 m. Para el mes de abril nuevamente se vio involucrado en un accidente de tránsito, en el que sufrió lesiones menores en sus piernas, pero de las que pudo recuperarse tras ser sometido a una cirugía menor. Tras cancelar una carrera en Jamaica, aseveró que se encontraba listo para competir en una carrera urbana de 150 m en la ciudad de Mánchester (Inglaterra). Bolt se llevó el triunfo en 14,35 s, la mejor marca de la historia en dicha prueba.
Aunque no se encontraba en plenitud de condiciones, compitió en los 100 y 200 m durante el campeonato nacional de Jamaica, con registros de 9,86 s y 20,25 s, respectivamente. Con esos resultados pudo clasificar al campeonato mundial de Berlín. Previo al evento, Tyson Gay había asegurado que el récord de los 100 m se encontraba a su alcance. La declaración fue ignorada por Bolt quien manifestó que estaba más interesado en el retorno de Asafa Powell quien se recuperaba de una lesión.

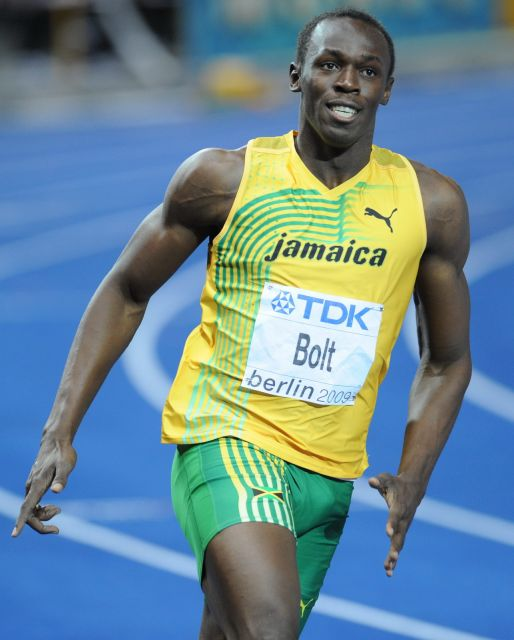
Usain Bolt en Berlín 2009.

En la reunión Athletissima de Lausana que tuvo lugar en julio, Bolt corrió los 200 m con un registro de 19,59 s, a pesar de la lluvia y el viento en contra de 0,9 m/s; dicha marca era la cuarta mejor de todos los tiempos, con una centésima de diferencia del mejor registro de Tyson Gay.
Ya en el campeonato mundial, pasó sin sobresaltos las rondas eliminatorias de los 100 m, e impuso la mejor marca para una carrera anterior a la final con registro de 9,89 s. En la final se encontró con Tyson Gay, la primera ocasión que ambos se cruzaban en la temporada, y ganó con un tiempo de 9,58 s, nuevo récord absoluto que le valió su primer título mundial. Gay arribó con un registro de 9,71 s, a 2 centésimas del anterior récord mundial logrado en Pekín por el jamaicano.
Con una diferencia de una décima de segundo con respecto a la anterior marca, el récord era el margen más amplio que alguna vez se haya realizado para batir un récord mundial en la prueba desde la utilización del cronómetro digital. También se impuso en los 200 m con otra marca mundial de 19,19 s, 0,11 menos que la anterior, el mayor margen que superaba cualquier récord de los campeonatos mundiales. En esa misma carrera, tres atletas se ubicaron por debajo de los 19,90 s, otra marca del evento. La velocidad de Bolt impresionaba a sus competidores más experimentados; Wallace Spearmon, tercer puesto de la prueba, elogiaba su velocidad, y el excampeón olímpico Shawn Crawford dijo estas palabras: «Cuando salía a correr...me sentía como si estuviera en un juego de vídeo, él se movía realmente rápido». Bolt señaló que un factor importante en su desempeño en el campeonato mundial era que había mejorado su arranque: los tiempos de reacción en los 100 m (0,146) y los 200 m (0,133), eran más rápidos que las marcas mundiales logradas en Pekín. Al contrario, junto al equipo jamaicano de los 4 × 100 m no pudo superar su propio récord mundial de 37,10 s conquistado en Pekín; ya que pararon el cronómetro en 37,31 s, el cual, no obstante, era un récord del campeonato y el segundo mejor en la historia hasta ese momento.
En el último día del campeonato mundial, el alcalde de Berlín, Klaus Wowereit, posó junto a Bolt en una sencilla ceremonia a la par de un fragmento del Muro de Berlín; y manifestó que el atleta era el ejemplo de «cómo se pueden derribar las barreras que son consideradas insuperables».
Días después que rebajara las marcas mundiales, Mike Powell, plusmarquista del salto de longitud (8,95 m en 1991), declaró que Bolt podría ser el primero en saltar más allá de los 9 m, ya que era una prueba perfecta para su velocidad y altura. Terminada la temporada, la IAAF le designó como el «Atleta del año» en la rama masculina por segundo año consecutivo.

### Liga de Diamante 2010
A comienzos del año 2010, Bolt corrió los 200 m con un tiempo de 19,56 s en la ciudad de Kingston, en lo que era la cuarta mejor marca de todos los tiempos; sin embargo, dejó en claro que no deseaba superar ningún récord en lo que restaba de la temporada. En el mes de mayo, continuó con victorias en Daegu (Corea del Sur) durante una reunión del IAAF World Challenge, y posteriormente en la primera fecha de la Liga de Diamante en Shanghái (China). En Ostrava, intentó superar la marca de 30,85 s en poder de Michael Johnson por espacio de diez años, en la desconocida carrera de los 300 m. Aparte de no lograr su propósito, también resultó lesionado del tendón de Aquiles.
Tras superar la lesión, retornó un mes después a la competición, y se llevó el triunfo en los 100 m en Lausana (9,82 s) y en París (9,84 s), donde también participaba Asafa Powell. No obstante, sufrió la segunda derrota de su carrera en una final de la prueba en Estocolmo (Suecia); el ganador fue Tyson Gay quien se impuso con un tiempo de 9,97 s. Por su parte, el jamaicano declaró que no había tenido una buena preparación, al contrario de Gay, que estaba en mejor condición física. Era su primera derrota ante el estadounidense en los 100 m, y coincidía en el mismo estadio en el que Powell le había batido dos años antes.

### El campeonato mundial de 2011
Para el campeonato mundial de Daegu, Bolt era el indiscutible favorito para la prueba de los 100 m, pero terminó descalificado en la final por una salida en falso. Su compatriota Yohan Blake se llevó el primer lugar de la carrera con un registro de 9,92 s. Para los 200 m, se agenció el primer lugar con un tiempo de 19,40 s, la cuarta mejor marca de todos los tiempos hasta ese momento. Además se hizo acreedor a otra medalla de oro en la carrera de relevos 4×100 m con el equipo de Jamaica.

### Juegos Olímpicos de Londres 2012

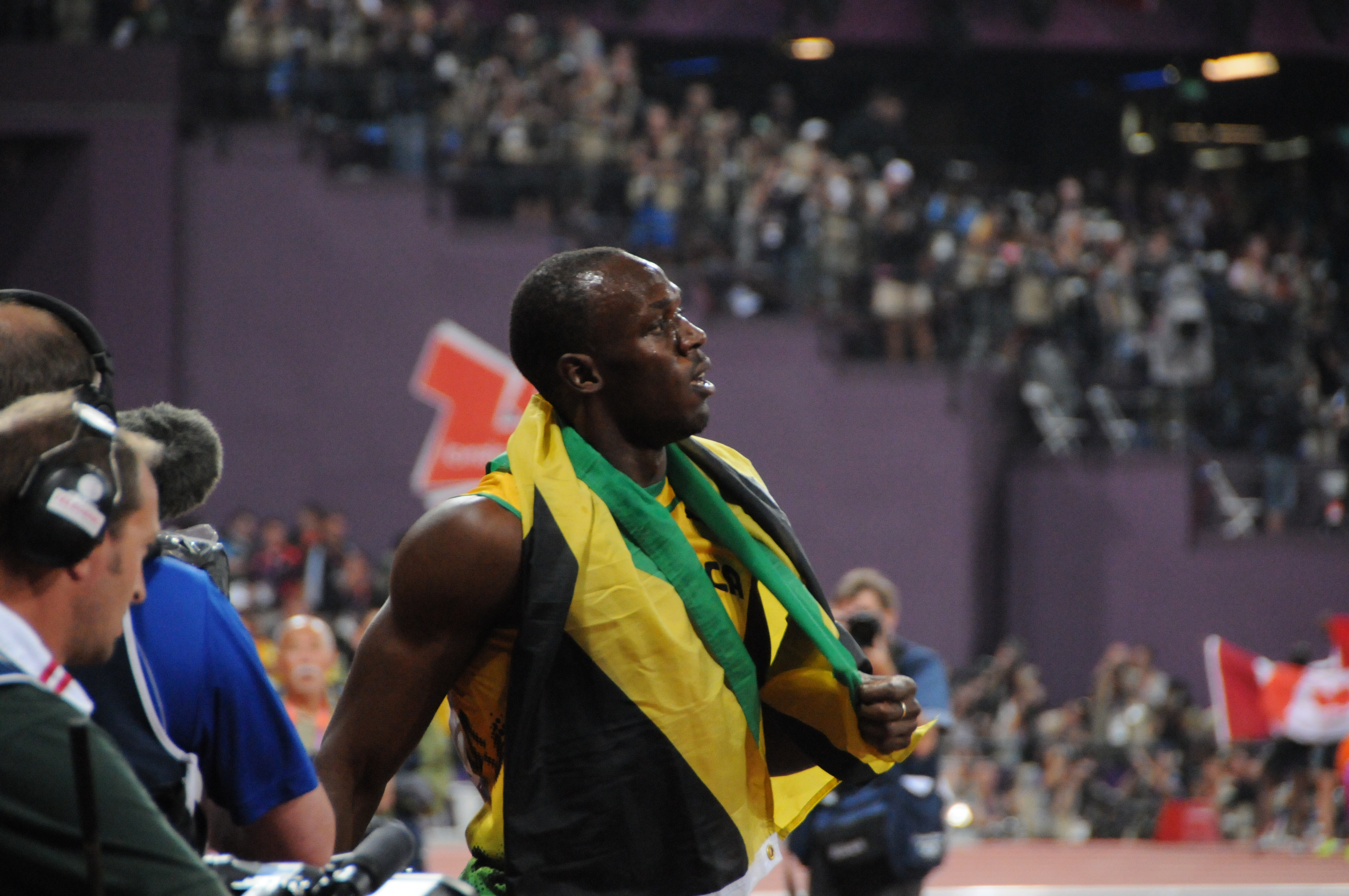
Usain Bolt en Londres 2012.

En su primera carrera en Europa en el año 2012, en la ciudad de Ostrava, ganó la competición de los 100 m con un tiempo de 10,04 s, a pesar de que en Kingston había iniciado el año con una marca de 9,82 s. Sin embargo, no expresó su preocupación por el resultado, pues, según sus palabras, «no era posible correr rápido todo el tiempo», y también alegó que sus piernas no habían estado muy fuertes y que confiaba en su entrenador para conseguir el objetivo más importante que era ganar en los Juegos Olímpicos de Londres.
A finales de mayo, asistió a Roma para la tercera fecha de la Liga de Diamante y ganó los 100 m con el mejor tiempo del año con registro de 9,76 s. Dicha carrera se desarrolló en un clima cálido, muy diferente al de Ostrava. Además reveló que desde que había llegado a Europa no había logrado dormir bien. Posteriormente compitió en Oslo y se impuso con un registro de 9,79 s.
Sin embargo, el 30 de junio se realizó la final de los 100 m en Jamaica como parte de la clasificación a los Juegos Olímpicos de Londres. Bolt acabó en el segundo puesto por detrás de su amigo Yohan Blake, quien logró una nueva marca del año y el cuarto mejor tiempo de la historia con 9,75 s, y que también terminó con el invicto que había mantenido por casi dos años en la prueba. Dos días después volvió a quedar en el segundo puesto tras Blake en la final de los 200 m, quien se impuso en la recta final. Bolt trató de justificar el resultado a que había trabajado más en la prueba de los 100 m; y además admitió que estaba un poco «débil», pero que tres semanas serían suficientes para estar en forma y defender sus títulos olímpicos.
Por su parte, Mills —también entrenador de Blake— opinaba que, aunque estaba fuera de ritmo, su pupilo volvería ser el protagonista de siempre; y días después decidió que el atleta no participase en su próxima carrera en Mónaco con el objetivo de prepararlo adecuadamente para la justa olímpica.
Previo a la competición, en la que fue elegido como el abanderado de Jamaica en la ceremonia de apertura, dejó claro que tanto él como Blake se mantenían entrenando juntos y no por separado como algunos habían rumoreado.
La final de los 100 m de Londres, en la que Bolt participó, ha sido considerada posiblemente como la mejor de todos los tiempos. La carrera involucró a los cuatro velocistas que hasta ese momento ostentaban las mejores marcas de la prueba: Justin Gatlin, Asafa Powell, Yohan Blake y el mismo Bolt; además, siete de los finalistas habían tenido tiempos por debajo de los diez segundos en las semifinales.
Aunque Bolt no tuvo un buen arranque, cuando encontró su ritmo se dirigió a la meta sin contratiempos y se llevó su segunda victoria consecutiva en Juegos Olímpicos con un tiempo de 9,63 s, el segundo mejor de la historia y nueva marca olímpica de la prueba. El triunfo tenía como único antecedente a Carl Lewis quien se impuso en Los Ángeles 1984 y Seúl 1988.
También ganó en los 200 m, y se convirtió en el primero en la historia olímpica en repetir tanto en esa prueba como en los 100 m. Lo hizo con un tiempo de 19,32 s y le siguieron Yohan Blake (19,44 s) y Warren Weir (19,84 s), por lo que Jamaica acaparó el podio. Con todo, él aseveró que no estaba en las «condiciones adecuadas», ya que sentía una molestia en la espalda cuando dejaba la curva de la pìsta. Tras la victoria, se proclamó como una «leyenda» y se equiparó al estadounidense Michael Johnson. El 11 de agosto, como había sucedido en los Juegos de Pekín, cerró con su tercera presea dorada en el relevo 4×100 m, y otro récord mundial y olímpico de 36,84 s, esta vez junto a Nesta Carter, Michael Frater y Yohan Blake. El equipo de Jamaica se convertía en el primero en defender el título desde que Estados Unidos lo hizo en 1976. En septiembre, cerró la temporada con su primer título de la Liga de Diamante en la prueba de los 100 m, y en el mes de noviembre obtuvo el cuarto reconocimiento como «Atleta del año» por parte de la IAAF junto a Allyson Felix.

### El campeonato mundial de 2013

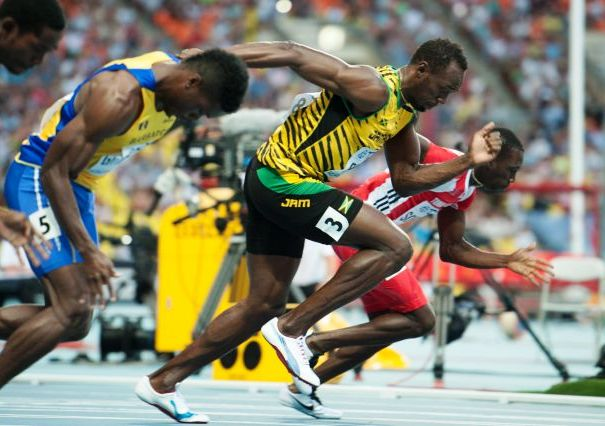
Bolt en las rondas preliminares de los 100 m en Moscú 2013.

Teniendo como principal evento en 2013 el campeonato del mundo de Moscú, Usain Bolt inició su pretemporada en el mes de febrero en Jamaica en la reunión de Camperdown Classic, en la que ganó una carrera eliminatoria de los 400 m con un tiempo de 46,71 s. También participó en las carreras de relevos Gibson Relays, en una carrera preliminar de 4×400 m; y añadió a su agenda la asistencia al partido de celebridades que se realizó antes del juego de las estrellas de la NBA, en el que se le consideró como el más distinguido de los invitados.
Otras actividades fuera de su preparación ocuparon su tiempo. En marzo recibió por tercera ocasión el Premio Laureus por su desempeño en 2012, así como volvió a participar en la carrera urbana de 150 m que tuvo lugar en la playa Copacabana de Río de Janeiro, en la que tomaron parte Daniel Bailey, Bruno de Barros y Álex Quiñónez. El jamaicano ganó con registro de 14,42 s, por lo que no pudo superar su propio récord impuesto en Mánchester en 2009.
Ya en el mes de mayo arrancó su preparación formal para el campeonato mundial en las islas Caimán, con una victoria en los 100 m con registro de 10,09 s, pero en la que tuvo un mal arranque. Después se apuntó para su primera competencia de la Liga de Diamante en la ciudad de Roma en junio, y en esta ocasión mejoró su arranque en los 100 m, aunque no le sirvió de nada al quedar relegado al segundo puesto por detrás de Justin Gatlin quien paró el cronómetro en 9,94 s, por 9,95 s del jamaicano. En vista de su victoria, Gatlin expresó que había sido un honor imponerse a quien le había provocado inspiración para ser mejor corredor y protagonista en este deporte. Por su parte, y lejos de desmoralizarse, Bolt enfatizó que la derrota había sido previsible, y que su principal objetivo pese a todo era el campeonato del mundo.
Luego se presentó en Oslo en la prueba de los 200 m, y volvió a ocupar los titulares cuando se alzó con la victoria en gran forma y con un nuevo récord de competencia y mejor marca del año de 19,79 s. Sin embargo, la prueba de los 100 m volvería a ocupar su interés para ganarse la clasificación a Moscú; algo que hizo efectivo en las pruebas clasificatorias de Jamaica con una marca de 9,94 s.
Casi al mismo tiempo, en Estados Unidos se desarrollaban las respectivas pruebas clasificatorias, en las que Tyson Gay obtuvo la mejor marca del año con 9,75 s en los 100 m,  que además igualaba el décimo mejor tiempo en la historia de la prueba. Ante dicha hazaña, se esperaba que entre ambos corredores habría una interesante rivalidad en Moscú en los 100 m, pero la expectación se vino abajo cuando a mediados del mes de julio se dio a conocer que el norteamericano había dado positivo en una prueba antidopaje, por lo que quedó fuera del campeonato mundial. No fue el único, ya que también Asafa Powell falló otro examen. A estas ausencias de los tradicionales rivales de Bolt se sumó la de Yohan Blake, pero en su caso fue por lesión.
La última aparición de Bolt antes del campeonato mundial fue en Londres, nuevamente en el Estadio Olímpico donde había corrido un año antes. En esta oportunidad compitió en los 100 m y ganó con marca de 9,85 s, pero con un arranque que él mismo calificó como «horrible». Pese a todo el público le brindó una cálida bienvenida y antes de correr se presentó a bordo de una especie de cohete que le transportó a lo largo de la pista.
En Moscú, Bolt repitió la actuación de 2009 cuando se alzó con tres medallas doradas. En los 100 m se llevó el triunfo con registro de 9,77 s; en los 200 m alcanzó la marca inédita de tres victorias consecutivas en campeonatos del mundo; y en los 4×100 m contribuyó a la tercera victoria consecutiva de Jamaica. Además, se ubicó como el atleta con más medallas doradas en la historia del evento junto a Carl Lewis, ya que ambos ostentan ocho metales dorados, aunque Bolt le aventaja en la tabla general con dos medallas de plata, por una de Lewis. Al cerrar la temporada, la IAAF le adjudicó por tercera ocasión consecutiva, y quinta en su carrera, el reconocimiento de «Atleta del año» en la rama masculina, mientras que en la rama femenina fue elegida su compatriota Shelly-Ann Fraser-Pryce.

### Temporada 2014
En 2014, no pudo tener una temporada completa ya que las lesiones impidieron su presencia en las reuniones de atletismo. Fue hasta el mes de agosto, y con seis semanas de preparación, que tomó parte del equipo jamaicano de carreras de relevos de los 4×100 m en los Juegos de la Mancomunidad de Glasgow; y junto a Jason Livermore, Kemar Bailey-Cole y Nickel Ashmeade ganó la medalla de oro con nuevo récord de los juegos para los caribeños de 37,58 s, siendo Bolt el último relevo. El triunfo en este evento había sido una tarea pendiente en su carrera. Decidió terminar su temporada ese mismo mes con una carrera de exhibición en Río de Janeiro en los 100 m llevada a cabo en la playa de Copacabana, y otra en Varsovia en los 100 m en pista cubierta, donde logró una nueva marca de 9,98 s.

### El campeonato mundial de 2015

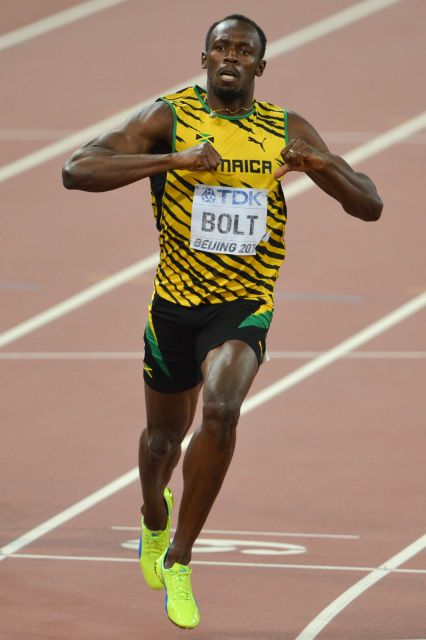
Usain Bolt tras la carrera final de los 200 m en Pekín 2015.

Inició la temporada de 2015 en el mes de febrero, en una carrera de relevos 4×100 m en Jamaica en la cual su equipo llegó en el segundo puesto de la final. Para abril compitió en su primera carrera de los 100 m sobre una pista especialmente construida en la ciudad de Río de Janeiro. Aquí se impuso con un tiempo de 10,12 s, el peor registro logrado en una final en su cuenta personal.
En mayo generó expectativa por su debut en los Relevos Mundiales de Bahamas, pero debió conformarse junto a su equipo con el segundo lugar en los 4×100 m en una carrera ganada por los Estados Unidos. Tras el evento reconoció que no estaba en buena forma.
Su próxima parada fue en Europa en la reunión de Ostrava, donde se impuso con un registro de 20,13 s en los 200 m, pero la cual no logró figurar entre las mejores marcas del año. Para el 12 de junio tomó parte de la reunión de Nueva York donde marcó 20,29 s. Pese a que también ganó la carrera, aseveró no había tenido un buen desempeño ya que no correspondía a su ritmo de entrenamiento.
Tras estos resultados decidió no participar en el campeonato nacional de Jamaica. Además, a finales de junio reveló que cancelaría sus presentaciones en las reuniones de París y Suiza debido a una molestia en la pierna izquierda y de la cual se sometería a tratamiento. Toda esta situación dejaba en duda el estado de forma del atleta para el campeonato del mundo de Pekín en agosto, a lo que se agregaba el retorno de antiguos rivales que habían tenido destacadas marcas en los 100 m como Justin Gatlin, quien había tenido la mejor marca del año de 9,74 s, y al que se sumaba Asafa Powell con un registro de 9,81 s; de igual forma, en los 200 m también Gatlin tenía los mejores registros del año. Sin embargo, el 10 de julio anunció que tomaría parte de la reunión de Londres en los 100 m del 24 de julio donde ganó la carrera con un tiempo de 9,89 s, y a la que llegó con el objetivo de «hacer las cosas bien» y de la que su entrenador se mostró satisfecho, según sus propias palabras.
Las dudas quedaron despejadas en su quinta presentación en mundiales de atletismo, al repetir por tercera ocasión el triple de medallas doradas. Nuevamente tuvo como escenario el Estadio Nacional de Pekín, en el que siete años atrás había tenido un desempeño estelar. Pese a que en la semifinal de los 100 m tuvo un inicio errático en el que casi cae de bruces, ganó la final con marca de 9,79 s la cual no superaba el mejor tiempo del año de Gatlin, quien por el contrario perdió el paso en el último tramo de la recta final. En los 200 m, su carrera favorita, se impuso con comodidad con registro de 19,55 s y en la que llegó a la meta con una sonrisa dibujada en su rostro. Para el relevo 4×100 m, como en la prueba de los 200 m, consiguió la cuarta medalla dorada consecutiva para Jamaica en el certamen mundial al parar el cronómetro en 37,36 s. De esta forma, se consagró como el máximo ganador en la historia de los campeonatos mundiales de atletismo al acumular once medallas de oro.

### Juegos Olímpicos de Río de Janeiro 2016

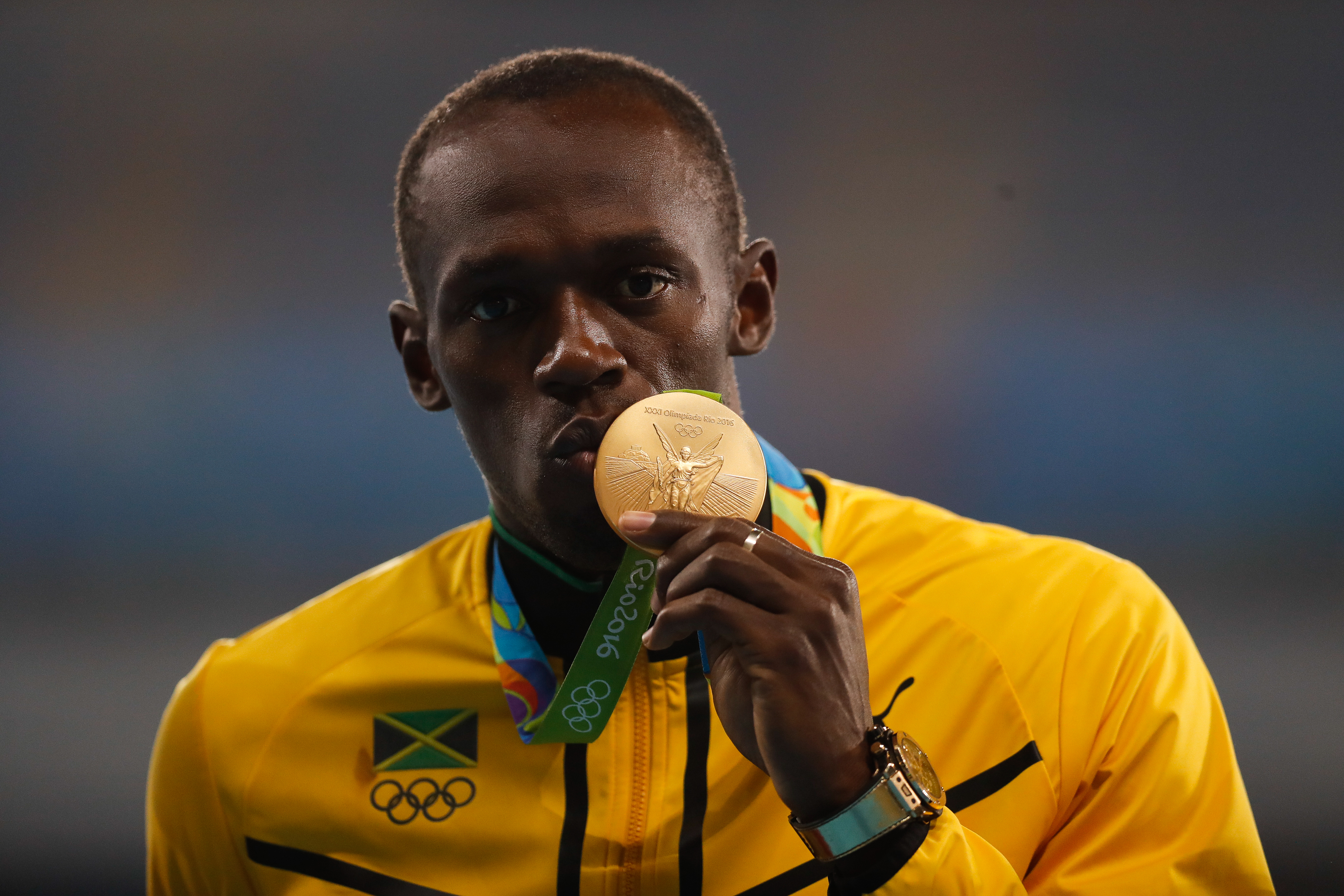
Usain Bolt con la medalla de oro ganada en la carrera de relevos 4×100 metros.

Con el objetivo puesto en su participación en los Juegos Olímpicos de Río de Janeiro 2016, Bolt arrancó en mayo la temporada en las Islas Caimán con un triunfo en los 100 m y marca de 10,05  s. Sin embargo, a sus 29 años de edad el atleta admitió que cada jornada de entrenamiento se volvía más dura, aunque todavía se consideraba capaz de batir las marcas mundiales —en su poder—, de los 100 y 200 m. De hecho, el 20 de mayo en Ostrava ganó la prueba de los 100 m en 9,98 s y donde además afirmó que sería un gran año en el que confirmaría su estatus de leyenda.
El 17 de junio el campeón olímpico y mundial rebajó la marca de Ostrava en Kingston en los 100 m con 9,88 s donde tuvo como contendientes a Nickel Ashmeade, Yohan Blake y Asafa Powell, y en la que reveló que se sentía aliviado de terminar sin lesiones. Ya en la recta final de su preparación para los Juegos debía participar en las pruebas clasificatorias oficiales en Kingston, y tras sortear los cuartos de final y semifinales de los 100 m se retiró de la competencia al sufrir una lesión en los músculos isquiotibiales de la pierna izquierda. Pese a que se temió por su participación en las olimpiadas, se informó que de superar las pruebas médicas podría tener un cupo para el evento. En efecto, tras pasar por la revisión del médico alemán Müller-Wolhlfahrt, la Asociación Olímpica de Jamaica confirmó su inclusión en Río de Janeiro; y para despejar las dudas de su estado físico el día 22 de julio participó en la prueba de los 200 m en la reunión de Londres por la Liga de Diamante, la cual ganó con marca de 19,89 s.
Antes de presentarse a los Juegos, durante una conferencia del día lunes 8 de agosto, la estrella del atletismo mundial declaró que dicho evento representaría su última participación: «Éstos serán mis últimos Juegos Olímpicos. Sé que mucha gente no estará feliz pero serán los últimos, estoy seguro. Lo he pensado mucho tiempo y creo es el momento de hacerlo».
La expectativa en Río de Janeiro era si Bolt lograría el «triple-triple»: tres medallas de oro en igual número de ediciones, un hecho sin precedentes para el atletismo olímpico en pruebas de pista. Dichas expectativas fueron cumplidas por el jamaicano: triunfó en la final de los 100 m con una marca de 9,81 s pese a remontar los últimos metros al estadounidense Justin Gatlin. En los 200 m también ganó con una marca de 19,78 s, aunque con el desencanto de no haber rebajado la marca mundial en poder de él mismo; y en la carrera de relevos 4×100 m se adjudicó nuevamente la medalla de oro esta vez junto a Asafa Powell, Yohan Blake y Nickel Ashmeade con un registro de 37,27 s.
De esta forma Bolt acumuló nueve medallas de oro y se sumó a Paavo Nurmi y Carl Lewis como los máximos ganadores en el atletismo de los Juegos Olímpicos. Tras las victorias, se proclamó sin modestia como «el más grande» y Sebastian Coe declaró acerca del atleta: 

No ha existido nadie igual desde Muhammad Ali a la hora de captar la atención del público. La diferencia entre un atleta y un superclase es la experiencia. Y Bolt tiene esa experiencia».

Para coronar la temporada, fue elegido por sexta ocasión como el mejor atleta masculino del año.

### Temporada 2017: Final de su carrera deportiva
Usain Bolt anunció que el año 2017 sería el último de su carrera deportiva. Su principal objetivo, por tanto, era el campeonato mundial que se celebró en la ciudad de Londres. También reveló, consciente de sus límites, que centraría su entrenamiento en las pruebas de los 100 m y el relevo 4 × 100 m por lo que dejaría de lado su prueba favorita de los 200 m.
Sin embargo, el inicio de su temporada de despedida se vio estropeado por el retiro de la medalla de oro del equipo de relevo de Jamaica en los 4 × 100 m de los Juegos Olímpicos de Pekín 2008, al comprobarse que la muestra de su compañero Nesta Carter contenía metilhexanamina. Resignado, el múltiple campeón olímpico y mundial expresó: 

Estoy decepcionado por perder una medalla, pero no va a empañar nada de lo que he hecho a lo largo de mi carrera porque he ganado mis competiciones individuales y eso es lo que cuenta.

Pasado al incidente, en el mes de febrero se hizo acreedor por cuarta vez en su carrera al premio Laureus junto a la gimnasta estadounidense Simone Biles como mejor deportista del año. También comenzó su participación en las reuniones atléticas, al presentarse en Melbourne en la carrera de 150 m lisos donde logró un registro de 15,28 s; y en el relevo mixto 4 × 100 m —junto a Asafa Powell, Natasha Morrison y la estadounidense Jeneba Tarmoh— se llevó el triunfo con un tiempo de 40,45 s. En marzo anunció que no tomaría parte en los Relevos Mundiales.
Empero, en el mes de abril sufrió un fuerte golpe emocional. Germaine Mason, medallista olímpico de los Juegos Olímpicos de Pekín 2008 por el Reino Unido, aunque jamaicano de nacimiento, falleció en un accidente de tráfico mientras conducía junto a una caravana de motocicletas en la que estaba el mismo Bolt, de quien era amigo.
Pese a estar abrumado por el deceso, retornó a la pista atlética. Lo hizo el 11 de junio en el estadio Nacional de Jamaica por última vez ante miles de aficionados que le brindaron una emotiva ovación. Bolt corrió en los 100 m y salió triunfador con una marca de 10,03 s. Sus palabras para la ocasión fueron:

Estoy agradecido por el apoyo que me han dado a lo largo de los años...Simplemente la atmósfera y la gente, el apoyo que ellos me demostraron y me ofrecieron, realmente me puso nervioso. Nunca esperé esto, sabía que iba a ser grande, el estadio estaba lleno de ramos de flores. Por eso, gracias chicos por venir y apoyarme.

Así como en Jamaica recibió una calurosa despedida, también en Ostrava se organizó una ceremonia para acoger al atleta por novena y última ocasión. Allí nuevamente logró el primer puesto de la carrera de los 100 m aunque con una ajustada victoria: llegó a la meta con un registro de 10,06 s, apenas tres centésimas por delante del cubano Yunier Pérez. Pese a todo, en la reunión de Mónaco del 21 de julio dejó constancia que todavía era protagonista de la prueba al lograr una marca de 9,95 s, su mejor tiempo del año hasta ese momento.
Bolt se presentó a su séptimo campeonato mundial como favorito de la prueba de los 100 m, pero también tenía en frente a dos rivales estadounidenses: el joven de 21 años Christian Coleman quien ostentaba el mejor registro del año con 9,82 s y su viejo y conocido competidor Justin Gatlin. De hecho, en semifinales fue superado por Coleman por un margen de 1 centésima (9,97 s por 9,98 s del jamaicano) y en la disputa por las medallas fue el veterano Justin Gatlin de 35 años quien de forma sorpresiva se llevó el triunfo con una marca de 9,92 s, habiendo sido escoltado por Coleman (9,94 s) mientras que Bolt quedó relegado al tercer puesto (9,95 s). Gatlin, quien había sido el último que había superado a Bolt desde el año 2013, recibió las felicitaciones de Bolt quien por su parte atribuyó el resultado a su conocida dificultad en el arranque.
Menos notable fue su participación en la final de la carrera de relevos 4 × 100 m: tras tomar el testigo de su compañero de equipo Yohan Blake y cuando se aprestaba a disputar las medallas con dos jóvenes promesas —el estadounidense Christian Coleman y el británico Nethaneel Mitchell-Blake—, acabó renqueando con una expresión de dolor en su cara al sufrir un calambre en la parte trasera del muslo izquierdo. Pese a que cayó en la pista, y dolido quizás más por la derrota, fue capaz de levantarse y llegar con dificultad a la línea de meta, aunque sin tiempo válido de clasificación para su equipo.

## Vida privada

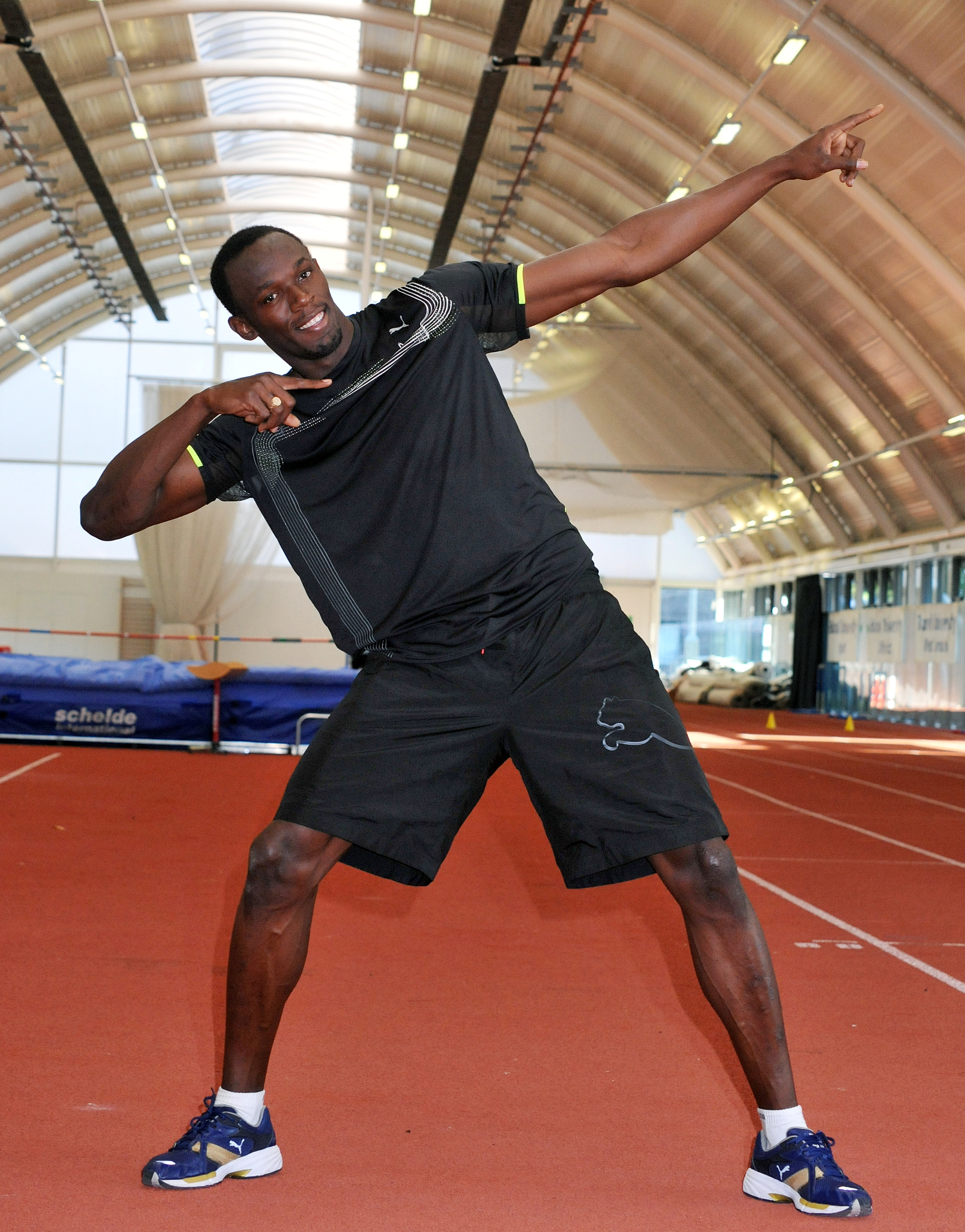
La reconocida pose de Bolt con el dedo índice apuntado al cielo.

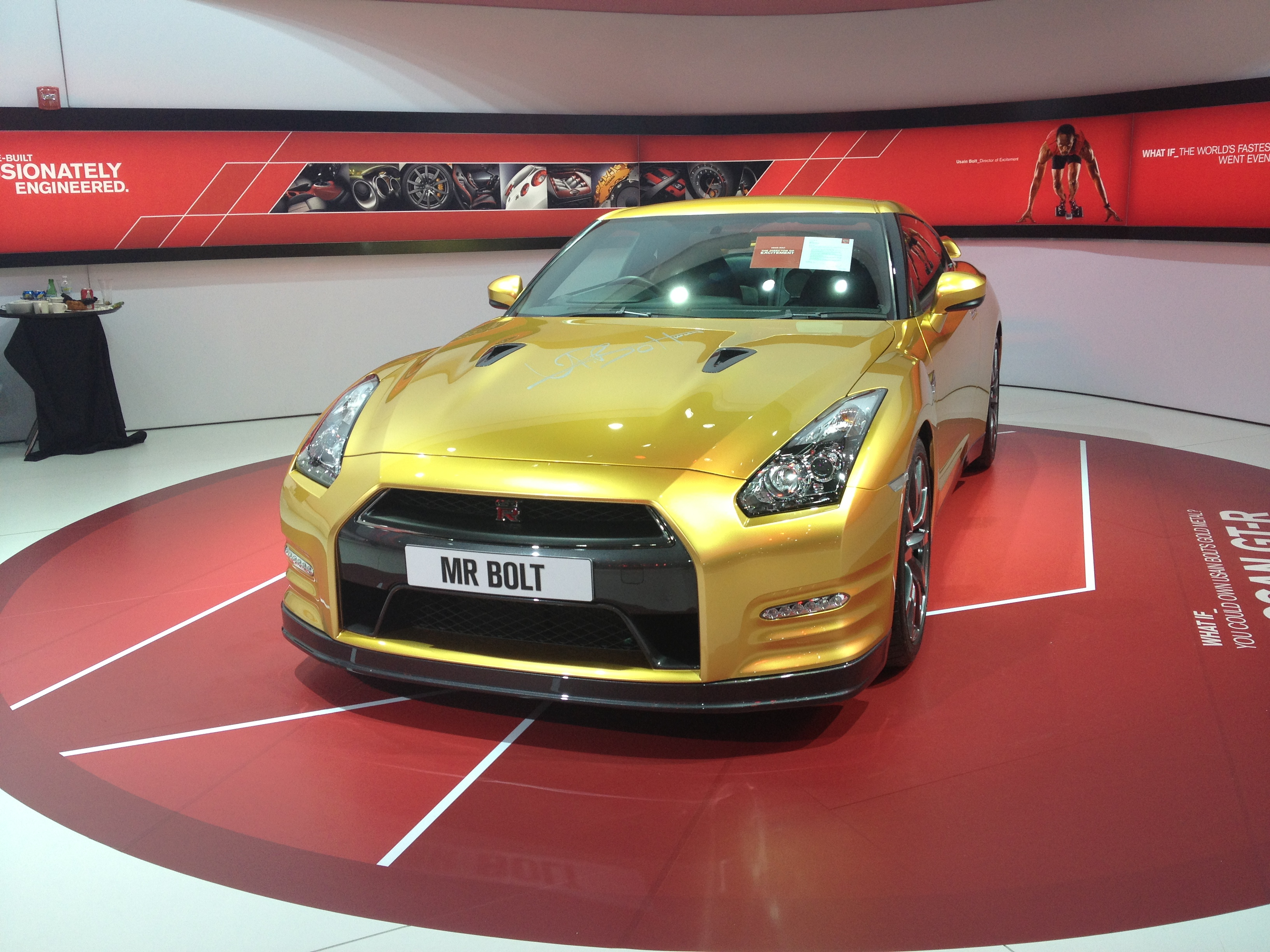
El Nissan GT-R «Spec Bolt».

Usain Bolt es un aficionado al baile, y su personalidad es usualmente descrita como desenfadada. Sus atletas favoritos incluyen a Herb McKenley y el ex plusmarquista mundial de los 100 y 200 m, Don Quarrie. Otro a quien tiene en alta estima es al estadounidense Michael Johnson. Por otra parte, el deporte que le generó interés por primera vez en su vida fue el críquet, y ha expresado que de no haber sido un atleta se habría desempeñado como un buen lanzador. De hecho, de niño era un fanático del equipo paquistaní de críquet y admiraba a Waqar Younis. También es un admirador de los jugadores Sachin Tendulkar, Chris Gayle —quien jugó un partido de beneficencia con Bolt y alabó sus cualidades como lanzador—, y Matthew Hayden.
También ha expresado su pasión por el fútbol y es fanático del Manchester United. Uno de sus jugadores favoritos es el delantero Ruud van Nistelrooy. Del equipo inglés tuvo la oportunidad de conocer a sus jugadores y se dice que dio algún consejo a Cristiano Ronaldo para mejorar su velocidad. Además fue invitado especial para la final de la Liga de Campeones de la UEFA 2010-11 en Londres, de la que el Mánchester era finalista, y expresó su deseo de jugar para el equipo cuando se retirase del atletismo.
Además, en los Juegos Olímpicos de Londres 2012, expresó: «Hincho por Argentina en fútbol, soy un gran fan del fútbol argentino e hinché por Argentina en el Mundial».
También gusta de la música, y llegó a convertirse en un disk jockey durante un evento en París en 2010, en el que hizo sonar reggae.
En 2013 recibió un diseño exclusivo del automóvil Nissan GT-R con pintura dorada, entregado por la compañía Nissan —de la que el atleta es embajador— como un reconocimiento por las medallas de oro ganadas en Moscú.
En 2015 donó 1.3 millones de dólares a su colegio de la infancia para salvarlo de la quiebra y que así pudieran seguir siendo un importante pilar de la comunidad en donde otros niños, como él, puedan comenzar con sus primeras experiencias atléticas con las habituales competiciones escolares típicas de su país.
Su primera hija, Olympia Lightning Bolt, a la que tuvo con su novia Kasi Bennett, nació el 17 de mayo de 2020. El 20 de junio de 2021, la pareja dio la bienvenida a sus gemelos, Thunder y Saint Leo.

## Publicaciones
En 2010, Bolt firmó un contrato con la editorial HarperCollins para escribir una autobiografía. Durante una conferencia de prensa en París el 15 de julio del mismo año, se abstuvo de comentar acerca del contenido del libro: «No se puede dar a conocer nada...aunque es muy apasionante, se trata de mi vida, acerca de mí, que soy una persona divertida y agradable».
El lanzamiento se llevó a cabo el 12 de septiembre de 2013 en el Reino Unido, y su título en español es «Como el rayo». En la obra se relatan intimidades de su vida personal y la relación con sus padres.

## Reconocimientos
- «Atleta del año de la IAAF»: 2008, 2009, 2011, 2012, 2013 y 2017.
- «Atleta del año» de la revista Track and Field: 2008 y 2009.
- «Personaje del año en los deportes», fuera del Reino Unido por la BBC: 2008 y 2009.
- Premio Laureus los años 2009 y 2010.[245][246]

## Progresión de su marca personal
- Recorrió los 100 metros en 9,76 segundos (viento +1,8 m/s) en Jamaica el 3 de mayo de 2008, quedándose a tan sólo dos centésimas (0,02 segundos) de la plusmarca mundial.
- Corrió los 100 metros en 9,72 segundos (viento +1,7 m/s) en Estados Unidos el 31 de mayo de 2008, consiguiendo superar en dos centésimas (0,02 segundos) la anterior plusmarca mundial.
- Hizo los 100 metros en 9,69 segundos (viento 0 m/s) en los Juegos Olímpicos de Pekín el 16 de agosto de 2008, batiendo de nuevo la plusmarca mundial habiéndose dejado llevar los últimos metros y cruzando la meta golpeándose en el pecho y retrasandolo, aún siendo el punto que señala la marca, evitando así obtener un mejor registro pero mostrando desde ese momento ser el ser humano con las mayores capacidades para la velocidad de la historia.
- En el Campeonato Mundial de Atletismo de Berlín de 2009 recorrió (el 16 de agosto) los 100 metros en 9,58 segundos (viento +0,9 m/s) y los 200 metros (el 20 de agosto) en 19,19 s (viento –0,3 m/s), bajando en ambos casos en once centésimas (0,11 segundos) sus propias marcas.

Un año antes durante los Juegos Olímpicos y tras su récord en los 100 m lisos, rebajó también el récord del mundo de los 200 m lisos hasta los 19,30, confirmando con ello que su registro sub-20 siendo júnior, era la antesala del mejor atleta de todos los tiempos.

| Fecha                | Distancia | Lugar                | Marca |
| -------------------- | --------- | -------------------- | ----- |
| 16 de agosto de 2009 | 100 m     | Berlín, Alemania     | 9,58  |
| 5 de agosto de 2012  | 100 m     | Londres, Reino Unido | 9,63  |
| 20 de agosto de 2009 | 200 m     | Berlín, Alemania     | 19,19 |
| 5 de mayo de 2007    | 400 m     | Kingston, Jamaica    | 45,28 |

## Palmarés atlético
| Año  | Campeonato                                     | Lugar                            | Resultado         | Distancia    | Marca            |
| ---- | ---------------------------------------------- | -------------------------------- | ----------------- | ------------ | ---------------- |
| 2001 | Juegos CARIFTA                                 | Bridgetown, Barbados             | 2.º               | 200 metros   | 21,81            |
| 2001 | Juegos CARIFTA                                 | Bridgetown, Barbados             | 2.º               | 400 metros   | 48,28            |
| 2001 | Campeonato Mundial Sub-18                      | Debrecen, Hungría                | 5.º (Semifinal 2) | 200 metros   | 21,73            |
| 2001 | Campeonato Mundial Sub-18                      | Debrecen, Hungría                | 4.º               | Relevos      | 1:52.36          |
| 2002 | Campeonato Centroamericano y del Caribe Júnior | Bridgetown, Barbados             | 1.º               | 200 metros   | 20,61            |
| 2002 | Campeonato Centroamericano y del Caribe Júnior | Bridgetown, Barbados             | 1.º               | 400 metros   | 47,12            |
| 2002 | Campeonato Centroamericano y del Caribe Júnior | Bridgetown, Barbados             | 1.º               | 4×100 metros | 40,95            |
| 2002 | Campeonato Centroamericano y del Caribe Júnior | Bridgetown, Barbados             | 1.º               | 4×400 metros | 3:16.61          |
| 2002 | Juegos CARIFTA                                 | Nasáu, Bahamas                   | 1.º               | 200 metros   | 21,12            |
| 2002 | Juegos CARIFTA                                 | Nasáu, Bahamas                   | 1.º               | 400 metros   | 47,33            |
| 2002 | Juegos CARIFTA                                 | Nasáu, Bahamas                   | 1.º               | 4×400 metros | 3:18.88          |
| 2002 | Campeonato Mundial Sub-20                      | Kingston, Jamaica                | 1.º               | 200 metros   | 20,61            |
| 2002 | Campeonato Mundial Sub-20                      | Kingston, Jamaica                | 2.º               | 4×100 metros | 39,15 NJR        |
| 2002 | Campeonato Mundial Sub-20                      | Kingston, Jamaica                | 2.º               | 4×400 metros | 3:04.06 NJR      |
| 2003 | Juegos CARIFTA                                 | Puerto España, Trinidad y Tobago | 1.º               | 200 metros   | 20,43            |
| 2003 | Juegos CARIFTA                                 | Puerto España, Trinidad y Tobago | 1.º               | 400 metros   | 46,35            |
| 2003 | Juegos CARIFTA                                 | Puerto España, Trinidad y Tobago | 1.º               | 4×100 metros | 39,43            |
| 2003 | Juegos CARIFTA                                 | Puerto España, Trinidad y Tobago | 1.º               | 4×400 metros | 3:09.70          |
| 2003 | Campeonato Mundial Sub-18                      | Sherbrooke, Canadá               | 1.º               | 200 metros   | 20,40            |
| 2003 | Campeonato Mundial Sub-18                      | Sherbrooke, Canadá               | DNS (Semifinal 1) | 400 metros   |                  |
| 2003 | Campeonato Mundial Sub-18                      | Sherbrooke, Canadá               | DQ (Semifinal 2)  | Relevos      |                  |
| 2003 | Campeonato Panamericano Sub-20                 | Bridgetown, Barbados             | 1.º               | 200 metros   | 20,13 WYB        |
| 2003 | Campeonato Panamericano Sub-20                 | Bridgetown, Barbados             | 2.º               | 4×100 metros | 39,40            |
| 2004 | Juegos CARIFTA                                 | Hamilton, Bermudas               | 1.º               | 200 metros   | 19,93 WJR        |
| 2004 | Juegos CARIFTA                                 | Hamilton, Bermudas               | 1.º               | 4×100 metros | 39,48            |
| 2004 | Juegos CARIFTA                                 | Hamilton, Bermudas               | 1.º               | 4×400 metros | 3:12.00          |
| 2004 | Juegos Olímpicos                               | Atenas, Grecia                   | 5.º (Serie 4)     | 200 metros   | 21,05            |
| 2005 | Campeonato Centroamericano y del Caribe        | Nasáu, Bahamas                   | 1.º               | 200 metros   | 20,03            |
| 2005 | Campeonato Mundial                             | Helsinki, Finlandia              | 8.º               | 200 metros   | 26,27            |
| 2006 | IAAF World Athletics Final                     | Stuttgart, Alemania              | 3.º               | 200 metros   | 20,10            |
| 2006 | Copa del Mundo IAAF                            | Atenas, Grecia                   | 2.º               | 200 metros   | 19,96            |
| 2007 | Campeonato Mundial                             | Osaka, Japón                     | 2.º               | 200 metros   | 19,91            |
| 2007 | Campeonato Mundial                             | Osaka, Japón                     | 2.º               | 4×100 metros | 37,89            |
| 2008 | Juegos Olímpicos                               | Pekín, China                     | 1.º               | 100 metros   | 9,69             |
| 2008 | Juegos Olímpicos                               | Pekín, China                     | 1.º               | 200 metros   | 19,30            |
| 2008 | Juegos Olímpicos                               | Pekín, China                     | DQ                | 4×100 metros | Dopaje compañero |
| 2009 | Campeonato Mundial                             | Berlín, Alemania                 | 1.º               | 100 metros   | 9,58             |
| 2009 | Campeonato Mundial                             | Berlín, Alemania                 | 1.º               | 200 metros   | 19,19            |
| 2009 | Campeonato Mundial                             | Berlín, Alemania                 | 1.º               | 4×100 metros | 37,31            |
| 2009 | IAAF World Athletics Final                     | Salónica, Grecia                 | 1.º               | 200 metros   | 19,68 =          |
| 2011 | Campeonato Mundial                             | Daegu, Corea del Sur             | DQ                | 100 metros   | Salida nula      |
| 2011 | Campeonato Mundial                             | Daegu, Corea del Sur             | 1.º               | 200 metros   | 19,40            |
| 2011 | Campeonato Mundial                             | Daegu, Corea del Sur             | 1.º               | 4×100 metros | 37,04            |
| 2012 | Juegos Olímpicos                               | Londres, Reino Unido             | 1.º               | 100 metros   | 9,63             |
| 2012 | Juegos Olímpicos                               | Londres, Reino Unido             | 1.º               | 200 metros   | 19,32            |
| 2012 | Juegos Olímpicos                               | Londres, Reino Unido             | 1.º               | 4×100 metros | 36,84            |
| 2013 | Campeonato Mundial                             | Moscú, Rusia                     | 1.º               | 100 metros   | 9,77             |
| 2013 | Campeonato Mundial                             | Moscú, Rusia                     | 1.º               | 200 metros   | 19,66            |
| 2013 | Campeonato Mundial                             | Moscú, Rusia                     | 1.º               | 4×100 metros | 37,36            |
| 2014 | Juegos de la Mancomunidad                      | Glasgow, Reino Unido             | 1.º               | 4×100 metros | 37.58 GR         |
| 2015 | Relevos Mundiales                              | Nasáu, Bahamas                   | 2.º               | 4×100 metros | 37.68            |
| 2015 | Campeonato Mundial                             | Pekín, China                     | 1.º               | 100 metros   | 9,79             |
| 2015 | Campeonato Mundial                             | Pekín, China                     | 1.º               | 200 metros   | 19,55            |
| 2015 | Campeonato Mundial                             | Pekín, China                     | 1.º               | 4×100 metros | 37,36            |
| 2016 | Juegos Olímpicos                               | Río de Janeiro, Brasil           | 1.º               | 100 metros   | 9,81             |
| 2016 | Juegos Olímpicos                               | Río de Janeiro, Brasil           | 1.º               | 200 metros   | 19,78            |
| 2016 | Juegos Olímpicos                               | Río de Janeiro, Brasil           | 1.º               | 4×100 metros | 37,27            |
| 2017 | Campeonato Mundial                             | Londres, Reino Unido             | 3.º               | 100 metros   | 9,95             |
| 2017 | Campeonato Mundial                             | Londres, Reino Unido             | DNF               | 4×100 metros | Lesión           |

### Nacional
- 3x Campeón de Jamaica absoluto al aire libre, en 100 m (2008, 2009, 2013)
- 4x Campeón de Jamaica absoluto al aire libre, en 200 m (2005, 2007, 2008, 2009)

## Clubes como futbolista
| Club                   | País      | Año  | Partidos | Goles |
| ---------------------- | --------- | ---- | -------- | ----- |
| Central Coast Mariners | Australia | 2018 | 7        | 10    |
| Strømsgodset IF        | Noruega   | 2019 | 4        | 2     |